# Plastid

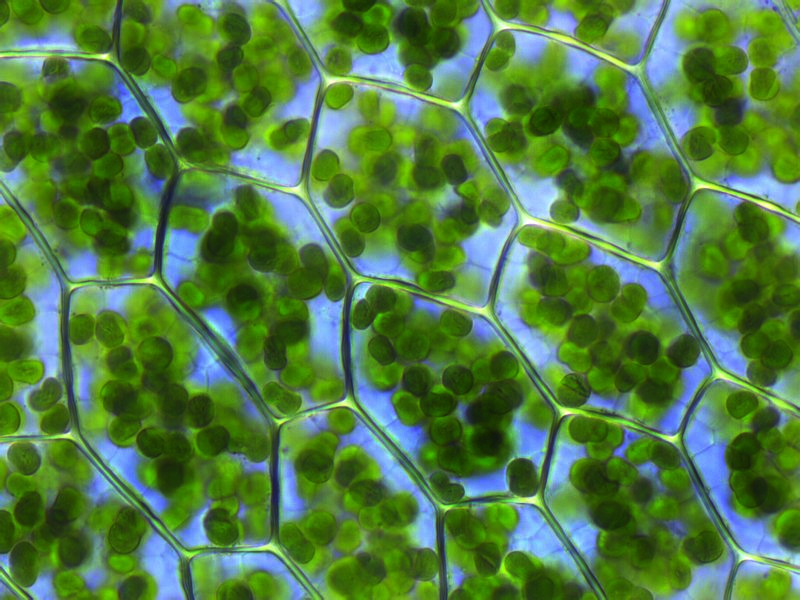
Växtceller med synliga kloroplaster.

Plastider är organeller som finns i cellerna hos växter och alger.  Tillverkning och lagring av flera viktiga kemikalier som cellerna behöver äger rum i plastiderna. Plastiderna innehåller ofta biologiska pigment som är aktiva i fotosyntes.

## Plastider i växter
Plastider ansvarar för fotosyntes och för lagring av produkter som stärkelse.  Alla plastider kommer från proplastider (tidigare kallade ”eoplastider”), som finns i växtens meristem.  Proplastider och unga kloroplaster delar sig ofta, men även mogna kloroplaster har kvar förmågan.
Hos växter kan plastider utvecklas till olika former, beroende på vilka funktioner som behövs i cellen.  Odifferentierade plastider (proplastider) kan utvecklas till någon av följande former: 
- Kloroplaster: för fotosyntes; se även etioplaster, föregångare till kloroplasterna.
- Kromoplaster: för lagring och syntes av pigment
- Gerontoplaster: kontrollerar avveckling av fotosyntesmaskineriet
- Leukoplaster: för syntes av terpener. Leukoplaster differentieras ibland till mer specialiserade former:
  - Amyloplaster: för lagring av stärkelse och avkänning av gravitation
  - Elaioplaster: för fettlagring
  - Proteinoplaster: för lagring av protein